# Famille Moench
Pour les articles homonymes, voir Moench.
La famille Moench est une famille d'industriels protestants français, établis en Meurthe-et-Moselle, à l'origine de la levure Alsa et de la marque du même nom. Un membre de cette famille, Christian Moench, était aussi un aviateur.

## Émile Moench, le fondateur
Émile Joseph Jules Moench est né le 27 décembre 1875 à Montreux-Vieux dans le Haut-Rhin, en Alsace annexée par l'Empire allemand à la suite du traité de Francfort. Il travaille comme aide-cuisinier dans les Wagons-lits puis à Vienne comme apprenti. C’est là qu’il prend connaissance, auprès de son patron, de nouvelles levures chimiques en cours d’essais. Il décide alors de s'installer en France, en 1896, près de la frontière à Igney-Avricourt, en Meurthe-et-Moselle, pour y tenir une petite boutique d’épicerie.
Dans son arrière-boutique, il utilise ses connaissances de boulanger pour fabriquer un mélange permettant de préparer un « flan alsacien » vendu dans un emballage rose sous la marque « Alsa », décoré aux emblèmes de l'Alsace : cigogne et bonnet alsacien. À la suite de l'essor de son activité, il transfère la production dans une petite usine à Nancy en mai 1910. Il acquiert alors la nationalité française le 13 décembre 1912, la loi le lui permettant. 
Au début de la guerre, il décide de se replier à Mirecourt. Après la guerre, il revient à Nancy avec de nouvelles idées, notamment de diversification de sa production. Outre la « levure chimique », il produit à partir de 1930 des sachets de sucre vanillé, d’œufs en poudre, de mélanges pour gâteaux. Il doit déménager une nouvelle fois et s’installe rue Saint-Charles - qui allait devenir la rue Christian-Moench en 1947.
Le développement de son entreprise s'explique en partie par le soin porté à la publicité. Il crée ainsi une flotte de camionnettes de livraison qui portent le sigle de sa firme dans toute la France.
En 1934, la maison Alsa dispose d’une cinquantaine de vendeurs et de 300 agents travaillant à la vente de levure chimique et des divers produits déjà cités. En 1936, il a l'idée de lancer un livre de recettes, 280 recettes de pâtisserie Alsa et devient le premier éditeur de livres de recettes. 
L'entreprise devient une société anonyme en 1938, à la mort du fils cadet Christian, la « Société des établissements Moench et fils ».
À la déclaration de guerre en 1939, Émile Moench décide de replier ses activités loin des zones de conflit et transfère ses usines à Nantes, n’échappant pas pour autant aux bombardements.  Le retour des installations à Nancy n'eut lieu qu’en 1947, en raison des séquelles des occupations successives des locaux par les troupes d’occupation allemandes suivies des troupes américaines.
Émile Moench, qui a épousé Elizabeth Dingers (née à Saint-Jean-en-Sarre le 8 janvier 1875), a eu trois enfants : Paul, né le 5 novembre 1901 à Avricourt, Irma, née le 5 mars 1903 à Courcelles et Ernest-Christian, né le 8 mai 1904, à Avricourt.

## Paul Moench, le successeur, industriel engagé à droite
En 1948, Émile se retire et laisse la place à son fils aîné Paul, qui le secondait depuis l'avant-guerre. Paul Moench dirige l'entreprise pendant 10 ans ; il meurt en 1958. 
Paul Moench s'est parallèlement engagé à Nancy dans le monde du sport (il a présidé le groupe cycliste file-vite de 1930 à 1933 et a offert des prix pour ses épreuves, et en 1938-39 le cercle pugilistique lorrain), dans celui de la mutualité (président en 1932 du comité nancéien et administrateur de la Retraite mutualiste de Paris en 1933) et dans celui de la musique (président de l'Harmonie nancéienne de 1949 à 1958,). 
Il s'est aussi engagé dans la vie politique, avant et après la guerre, à droite. En 1936-1937, à 35 ans, il est secrétaire général de la Fédération du Parti social français (PSF) de Meurthe-et-Moselle. Ce parti est issu des Croix-de-feu ; il apparaît à Nancy en juillet 1936. S'il ne figure plus dans l'état-major départemental du PSF à partir de 1937-38, Paul Moench est toutefois l'un des administrateurs de la société ESLO, fondée à Nancy le 15 mai 1937 pour éditer le périodique régional du PSF, L'Espoir lorrain, qui devient en octobre 1937 L'Espoir de l'Est. Après guerre, il devient le second délégué départemental du Rassemblement du peuple français (RPF), le parti politique du général de Gaulle, en Meurthe-et-Moselle. Il succède à Jean Lionel-Pèlerin, élu maire de Nancy,. Puis il finança la fédération lorraine de l'Union pour la nouvelle République (UNR) gaulliste au début de la Ve République.
Paul Moench est fait chevalier de la Légion d'honneur en 1951.
En 1958, l'entreprise est rachetée par le groupe américain CPC (Corn Products Company). Alsa est ensuite une marque du groupe Unilever, à partir de 2000, puis du groupe allemand Dr. Oetker, depuis 2018.

## Le «pilote-aviateur» Christian Moench (1905-1938)
Il s'est fait connaitre avec son deuxième prénom. Il est pilote de raid à partir de la deuxième moitié des années 1920. La famille Moench sut utiliser sa renommée, surtout régionale ; son avion arbore l’emblème Alsa et le récit des raids de l’avion Alsa figurant sur l’emballage des produits de la marque était un argument publicitaire qui a été largement utilisé.
Il préside l’Aéro-Club de Nancy à partir de 1934. Il meurt au retour d’un voyage d’affaires à Saïgon en janvier 1938 ; son avion s'est abîmé quelque part au Moyen-Orient, dans le golfe Persique. 